# Международный теннисный турнир в Нинбо 2011
Международный теннисный турнир в Нинбо 2011 года — 2-й розыгрыш ежегодного профессионального международного теннисного турнир, проводимый ITF в рамках своего женского тура и ATP в рамках своего тура Challenger в китайском городе Нинбо. Соревнования прошли с 12 по 18 сентября. Впервые проведён турнир не только среди женщин, но и среди мужчин.
Чемпионы прошлого года:
- женский одиночный разряд:  Альберта Брианти
- женский парный разряд:  Чжань Цзиньвэй /  Чэнь И

## Соревнования

### Одиночные турниры

#### Мужчины
Лу Яньсюнь обыграл  Юргена Цоппа со счётом 6-2, 3-6, 6-1.

#### Женщины
Анастасия Екимова обыграла  Эрику Сэму со счётом 7-63, 6-3.
- Анастасия Екимова выигрывает 2й титул в сезоне и 12й за карьеру в туре федерации.
- Эрика Сэма уступает 1й финал в сезоне и 4й за карьеру в туре федерации.

### Парные турниры

#### Мужчины
Каран Растоги /  Дивидж Шаран обыграли  Яна Герныха /  Юргена Цоппа со счётом 3-6, 7-63, [13-11].

#### Женщины
Татьяна Лужанская /  Чжэн Сайсай обыграли  Чжань Цзиньвэй /  Хань Синьюнь со счётом 6-4, 5-7, [10-4].
- Татьяна Лужанская выигрывает 2й титул в сезоне и 20й за карьеру в туре федерации.
- Чжэн Сайсай выигрывает 2й титул в сезоне и 3й за карьеру в туре федерации.